# Стојан Стојаковић
Стојан Стојаковић - Чича је био југословенски и српски џудиста. На Европским првенствима у џудоу освојио је две бронзане медаље. Био је члан Партизана и Студента. Државно првенство освајао је пет пута, а два пута је био трећи.
Дуго времена био је први тренер Партизана, а у каснијим годинама тренер и председник Џудо клуба Соко, некадашњег Борца. Једно време је обављао дужност савезног селектора Југославије када је Драгомир Бечановић освојио златну медаљу на Светском првенству 1989. у Београду. Преминуо је у Београду 2008. године.